# Campionati mondiali juniores di sci alpino 2015
I Campionati mondiali juniores di sci alpino 2015 si sono svolti in Norvegia, a Hafjell, dal 5 al 14 marzo. Il programma ha incluso gare di discesa libera, supergigante, slalom gigante, slalom speciale e combinata, tutte sia maschili sia femminili, e una gara a squadre mista.
A contendersi i titoli di campioni mondiali juniores sono stati i ragazzi e le ragazze nati tra il 1995 e il 1999.

## Risultati

### Uomini

#### Discesa libera
| Pos. | Atleta            | Nazione  | Tempo   |
| ---- | ----------------- | -------- | ------- |
| 1    | Henri Battilani   | Italia   | 1:29,62 |
| 2    | Marcus Monsen     | Norvegia | 1:29,95 |
| 3    | Niels Hintermann  | Svizzera | 1:29,96 |
| 4    | Henrik Røa        | Norvegia | 1:30,27 |
| 5    | Slaven Dujaković  | Austria  | 1:30,66 |
| 6    | Tomas Markegård   | Norvegia | 1:30,72 |
| 7    | Felix Monsén      | Svezia   | 1:30,76 |
| 8    | Christof Brandner | Germania | 1:30,78 |
| 9    | Max Ullrich       | Croazia  | 1:30,98 |
| 10   | Miha Hrobat       | Slovenia | 1:31,05 |

Data: 13 marzo

Ore: 

Pista: 

Partenza: 882 m s.l.m.

Arrivo: 270 m s.l.m.

Lunghezza: 2 650 m

Dislivello: 612 m

Tracciatore: Peter Lederer (Norvegia)

#### Supergigante
| Pos. | Atleta           | Nazione   | Tempo   |
| ---- | ---------------- | --------- | ------- |
| 1    | Miha Hrobat      | Slovenia  | 1:15,87 |
| 2    | Štefan Hadalin   | Slovenia  | 1:16,23 |
| 3    | Loïc Meillard    | Svizzera  | 1:16,40 |
| 4    | Victor Schuller  | Francia   | 1:16,44 |
| 5    | Mikael Svensk    | Finlandia | 1:16,47 |
| 6    | Henri Battilani  | Italia    | 1:16,55 |
| 7    | Felix Monsén     | Svezia    | 1:16,57 |
| 8    | Marcus Monsen    | Norvegia  | 1:16,58 |
| 9    | Gilles Roulin    | Svizzera  | 1:16,73 |
| 10   | Thomas Hettegger | Austria   | 1:16,78 |

Data: 11 marzo

Ore: 

Pista: 

Partenza: 765 m s.l.m.

Arrivo: 270 m s.l.m.

Lunghezza: 1 780 m

Dislivello: 495 m

Tracciatore: Franz Heinzer (Svizzera)

#### Slalom gigante
| Pos. | Atleta               | Nazione  | Tempo   |
| ---- | -------------------- | -------- | ------- |
| 1    | Henrik Kristoffersen | Norvegia | 2:23,37 |
| 2    | Loïc Meillard        | Svizzera | 2:24,33 |
| 3    | Marcus Monsen        | Norvegia | 2:24,53 |
| 4    | Daniele Sorio        | Italia   | 2:24,56 |
| 5    | Élie Gateau          | Francia  | 2:24,71 |
| 6    | Simon Maurberger     | Italia   | 2:24,94 |
| 7    | Peder Dahlum Eide    | Norvegia | 2:25,09 |
| 8    | Tommaso Sala         | Italia   | 2:25,15 |
| 9    | Paul Sauter          | Germania | 2:25,25 |
| 10   | Emanuele Buzzi       | Italia   | 2:25,26 |

Data: 8 marzo

1ª manche:

Ore: 

Pista: 

Partenza: 645 m s.l.m.

Arrivo: 253 m s.l.m.

Dislivello: 392 m

Tracciatore: Arthur Koot (Norvegia)

2ª manche:

Ore: 

Pista: 

Partenza: 645 m s.l.m.

Arrivo: 253 m s.l.m.

Dislivello: 392 m

Tracciatore: Christophe Saioni (Francia)

#### Slalom speciale
| Pos. | Atleta               | Nazione     | Tempo   |
| ---- | -------------------- | ----------- | ------- |
| 1    | Henrik Kristoffersen | Norvegia    | 1:37,55 |
| 2    | Marco Schwarz        | Austria     | 1:39,10 |
| 3    | AJ Ginnis            | Stati Uniti | 1:39,30 |
| 4    | Loïc Meillard        | Svizzera    | 1:39,34 |
| 4    | Clément Noël         | Francia     | 1:39,34 |
| 6    | Anthony Bonvin       | Svizzera    | 1:39,52 |
| 7    | Marcus Monsen        | Norvegia    | 1:39,68 |
| 8    | Štefan Hadalin       | Slovenia    | 1:39,79 |
| 9    | Sandro Simonet       | Svizzera    | 1:39,88 |
| 10   | Simon Maurberger     | Italia      | 1:40,01 |

Data: 9 marzo

1ª manche:

Ore: 

Pista: 

Partenza: 430 m s.l.m.

Arrivo: 253 m s.l.m.

Dislivello: 177 m

Tracciatore: Thomas Ericsson (Svezia)

2ª manche:

Ore: 

Pista: 

Partenza: 430 m s.l.m.

Arrivo: 253 m s.l.m.

Dislivello: 177 m

Tracciatore: Drago Grubelnik (Bulgaria)

#### Combinata
| Pos. | Atleta            | Nazione  | Tempo   |
| ---- | ----------------- | -------- | ------- |
| 1    | Loïc Meillard     | Svizzera | 1:58,25 |
| 2    | Štefan Hadalin    | Slovenia | 1:59,13 |
| 3    | Miha Hrobat       | Slovenia | 1:59,23 |
| 4    | Marcus Monsen     | Norvegia | 1:59,33 |
| 5    | Marco Schwarz     | Austria  | 1:59,72 |
| 6    | Anthony Bonvin    | Svizzera | 2:00,23 |
| 7    | Emanuele Buzzi    | Italia   | 2:00,30 |
| 8    | Victor Schuller   | Francia  | 2:00,52 |
| 9    | Christof Brandner | Germania | 2:00,59 |
| 10   | Anton Tremmel     | Germania | 2:00,66 |

Data: 11 marzo

1ª manche:

Ore: 

Pista: 

Partenza: 430 m s.l.m.

Arrivo: 253 m s.l.m.

Dislivello: 177 m

Tracciatore: Justin Johnson (Stati Uniti)

2ª manche:

Ore: 

Pista: 

Partenza: 

Arrivo: 

Dislivello: 

Tracciatore: Franz Heinzer (Svizzera)

### Donne

#### Discesa libera
| Pos. | Atleta                 | Nazione  | Tempo   |
| ---- | ---------------------- | -------- | ------- |
| 1    | Mina Fürst Holtmann    | Norvegia | 1:32,58 |
| 2    | Maria Therese Tviberg  | Norvegia | 1:33,08 |
| 3    | Nicol Delago           | Italia   | 1:33,33 |
| 4    | Estelle Alphand        | Francia  | 1:33,40 |
| 5    | Valérie Grenier        | Canada   | 1:33,56 |
| 6    | Ann-Katrin Magg        | Germania | 1:33,68 |
| 7    | Verena Gasslitter      | Italia   | 1:33,72 |
| 8    | Christina Ager         | Austria  | 1:33,92 |
| 9    | Federica Sosio         | Italia   | 1:33,95 |
| 10   | Nora Grieg Christensen | Norvegia | 1:33,96 |

Data: 13 marzo

Ore: 

Pista: 

Partenza: 882 m s.l.m.

Arrivo: 270 m s.l.m.

Lunghezza: 2 650 m

Dislivello: 612 m

Tracciatore: Peter Lederer (Norvegia)

#### Supergigante
| Pos. | Atleta              | Nazione  | Tempo   |
| ---- | ------------------- | -------- | ------- |
| 1    | Federica Sosio      | Italia   | 1:23,81 |
| 2    | Mina Fürst Holtmann | Norvegia | 1:24,02 |
| 3    | Rahel Kopp          | Svizzera | 1:24,11 |
| 4    | Romane Miradoli     | Francia  | 1:24,38 |
| 5    | Candace Crawford    | Canada   | 1:24,95 |
| 6    | Mélanie Meillard    | Svizzera | 1:24,96 |
| 7    | Marta Bassino       | Italia   | 1:25,22 |
| 8    | Nina Ortlieb        | Austria  | 1:25,25 |
| 9    | Verena Gasslitter   | Italia   | 1:25,26 |
| 9    | Ann-Katrin Magg     | Germania | 1:25,26 |

Data: 10 marzo

Ore: 

Pista: 

Partenza: 765 m s.l.m.

Arrivo: 270 m s.l.m.

Lunghezza: 1 780 m

Dislivello: 495 m

Tracciatore: Martin Lackner (FIS)

#### Slalom gigante
| Pos. | Atleta              | Nazione  | Tempo   |
| ---- | ------------------- | -------- | ------- |
| 1    | Nina Ortlieb        | Austria  | 2:25,14 |
| 2    | Stephanie Brunner   | Austria  | 2:25,31 |
| 3    | Valérie Grenier     | Canada   | 2:25,34 |
| 4    | Mikaela Tommy       | Canada   | 2:25,41 |
| 5    | Candace Crawford    | Canada   | 2:25,44 |
| 6    | Mina Fürst Holtmann | Norvegia | 2:25,47 |
| 7    | Rahel Kopp          | Svizzera | 2:25,82 |
| 8    | Marlene Schmotz     | Germania | 2:25,97 |
| 9    | Elisabeth Kappaurer | Austria  | 2:26,30 |
| 10   | Eli Plut            | Slovenia | 2:26,45 |

Data: 7 marzo

1ª manche:

Ore: 

Pista: 

Partenza: 645 m s.l.m.

Arrivo: 253 m s.l.m.

Dislivello: 392 m

Tracciatore: Devid Salvadori (Italia)

2ª manche:

Ore: 

Pista: 

Partenza: 645 m s.l.m.

Arrivo: 253 m s.l.m.

Dislivello: 392 m

Tracciatore: Peter Rybarik (Canada)

#### Slalom speciale
| Pos. | Atleta           | Nazione     | Tempo   |
| ---- | ---------------- | ----------- | ------- |
| 1    | Paula Moltzan    | Stati Uniti | 1:43,54 |
| 2    | Marlene Schmotz  | Germania    | 1:44,09 |
| 3    | Katharina Truppe | Austria     | 1:44,53 |
| 4    | Charlotte Chable | Svizzera    | 1:44,65 |
| 5    | Eli Plut         | Slovenia    | 1:44,66 |
| 6    | Elena Stoffel    | Svizzera    | 1:44,93 |
| 7    | Aline Danioth    | Svizzera    | 1:44,95 |
| 8    | Leona Popović    | Croazia     | 1:45,05 |
| 9    | Saša Brezovnik   | Slovenia    | 1:45,08 |
| 10   | Roni Remme       | Canada      | 1:45,14 |

Data: 9 marzo

1ª manche:

Ore: 

Pista: 

Partenza: 430 m s.l.m.

Arrivo: 253 m s.l.m.

Dislivello: 177 m

Tracciatore: Ivan Iľanovský (Slovacchia)

2ª manche:

Ore: 

Pista: 

Partenza: 430 m s.l.m.

Arrivo: 253 m s.l.m.

Dislivello: 177 m

Tracciatore: Tobias Lux (Germania)

#### Combinata
| Pos. | Atleta                | Nazione  | Tempo   |
| ---- | --------------------- | -------- | ------- |
| 1    | Rahel Kopp            | Svizzera | 2:08,54 |
| 2    | Romane Miradoli       | Francia  | 2:08,90 |
| 3    | Mina Fürst Holtmann   | Norvegia | 2:09,56 |
| 4    | Federica Sosio        | Italia   | 2:09,69 |
| 5    | Christina Ager        | Austria  | 2:09,86 |
| 6    | Maria Therese Tviberg | Norvegia | 2:10,29 |
| 7    | Ann-Katrin Magg       | Germania | 2:10,55 |
| 8    | Patrizia Dorsch       | Germania | 2:10,57 |
| 9    | Candace Crawford      | Canada   | 2:10,61 |
| 10   | Eli Plut              | Slovenia | 2:10,75 |

Data: 10 marzo

1ª manche:

Ore: 

Pista: 

Partenza: 765 m s.l.m.

Arrivo: 263 m s.l.m.

Lunghezza: 1 780 m

Dislivello: 502 m

Tracciatore: Martin Lackner (FIS)

2ª manche:

Ore: 

Pista: 

Partenza: 

Arrivo: 

Dislivello: 

Tracciatore: Lionel Finance (Russia)

### Misto

#### Gara a squadre
| Pos. | Nazione  | Atleti                                                                    |
| ---- | -------- | ------------------------------------------------------------------------- |
| 1    | Norvegia | Peder Dahlum Eide Julie Flo Mohagen Max Røisland Tonje Healey Trulsrud    |
| 2    | Austria  | Stephanie Brunner Thomas Hettegger Katharina Huber Maximilian Lahnsteiner |
| 3    | Germania | Patrizia Dorsch Alexander Schmid Marlene Schmotz Lukas Wasmeier           |

Data: 8 marzo

Ore: 

Pista: 

Partenza: 

Arrivo: 

Dislivello: 

Tracciatore: 

## Medagliere per nazioni
| Pos.   | Nazione     | Oro | Argento | Bronzo | Totale |
| ------ | ----------- | --- | ------- | ------ | ------ |
| 1      | Norvegia    | 4   | 3       | 2      | 9      |
| 2      | Svizzera    | 2   | 1       | 3      | 6      |
| 3      | Italia      | 2   | 0       | 1      | 3      |
| 4      | Austria     | 1   | 3       | 1      | 5      |
| 5      | Slovenia    | 1   | 2       | 1      | 4      |
| 6      | Stati Uniti | 1   | 0       | 1      | 2      |
| 7      | Germania    | 0   | 1       | 1      | 2      |
| 8      | Francia     | 0   | 1       | 0      | 1      |
| 9      | Canada      | 0   | 0       | 1      | 1      |
| Totale | Totale      | 11  | 11      | 11     | 33     |